# Liste der Kulturdenkmale in Wilkau-Haßlau

Stadtwappen

Die Liste der Kulturdenkmale in Wilkau-Haßlau enthält die Kulturdenkmale in Wilkau-Haßlau.
Diese Liste ist eine Teilliste der Liste der Kulturdenkmale in Sachsen.

## Legende
- Bild: Bild des Kulturdenkmals, ggf. zusätzlich mit einem Link zu weiteren Fotos des Kulturdenkmals im Medienarchiv Wikimedia Commons. Wenn man auf das Kamerasymbol klickt, können Fotos zu Kulturdenkmalen aus dieser Liste hochgeladen werden:
- Bezeichnung: Denkmalgeschützte Objekte und ggf. Bauwerksname des Kulturdenkmals
- Lage: Straßenname und Hausnummer oder Flurstücknummer des Kulturdenkmals. Die Grundsortierung der Liste erfolgt nach dieser Adresse. Der Link (Karte) führt zu verschiedenen Kartendiensten mit der Position des Kulturdenkmals. Fehlt dieser Link, wurden die Koordinaten noch nicht eingetragen. Sind diese bekannt, können sie über ein Tool mit einer Kartenansicht einfach nachgetragen werden. In dieser Kartenansicht sind Kulturdenkmale ohne Koordinaten mit einem roten bzw. orangen Marker dargestellt und können durch Verschieben auf die richtige Position in der Karte mit Koordinaten versehen werden. Kulturdenkmale ohne Bild sind an einem blauen bzw. roten Marker erkennbar.
- Datierung: Baubeginn, Fertigstellung, Datum der Erstnennung oder grobe zeitliche Einordnung entsprechend des Eintrags in der sächsischen Denkmaldatenbank
- Beschreibung: Kurzcharakteristik des Kulturdenkmals entsprechend des Eintrags in der sächsischen Denkmaldatenbank, ggf. ergänzt durch die dort nur selten veröffentlichten Erfassungstexte oder zusätzliche Informationen
- ID: Vom Landesamt für Denkmalpflege Sachsen vergebene, das Kulturdenkmal eindeutig identifizierende Objekt-Nummer. Der Link führt zum PDF-Denkmaldokument des Landesamtes für Denkmalpflege Sachsen. Bei ehemaligen Kulturdenkmalen können die Objektnummern unbekannt sein und deshalb fehlen bzw. die Links von aus der Datenbank entfernten Objektnummern ins Leere führen. Ein ggf. vorhandenes Icon  führt zu den Angaben des Kulturdenkmals bei Wikidata.

## Wilkau-Haßlau
| Bild                                    | Bezeichnung | Lage                                         | Datierung                  | Beschreibung | ID       |
| --------------------------------------- | --- | -------------------------------------------- | -------------------------- | --- | -------- |
| Direkt Bild zu diesem Denkmal hochladen | Wasserhochbehälter | Culitzscher Straße (neben Friedhof) (Karte)  | Anfang 20. Jh.             | Ziegelwand mit Bekrönung, ehemals zu den Dietelschen Fabrikanlagen gehörig, von technikgeschichtlicher Bedeutung. im Inneren Wendeltreppe | 09265560 |
| Direkt Bild zu diesem Denkmal hochladen | Wasserhochbehälter | Culitzscher Straße (hinter Friedhof) (Karte) | Anfang 20. Jh.             | von technikgeschichtlicher Bedeutung, Putzbau mit Eckbetonung, Eingangstür mit Jugendstilornamenten. Lage: neben Kleingartensparte „Erholung“. | 09265543 |
| Weitere Bilder                          | Ehemaliges Bahnhofsgebäude mit technischer Ausstattung und Nebengebäude und Lindenallee (jetzt Freizeitzentrum) | Am Bahnhof 7 (Karte)                         | 1868                       | gründerzeitlicher Klinkerbau mit hölzernem Vorbau, in gutem Originalzustand, von eisenbahnhistorischer und stadtgeschichtlicher Bedeutung. im Inneren originale Gepäckabfertigung und originaler Ziegelfußboden. | 09266473 |
| Weitere Bilder                          | Michaeliskirche Wilkau: Kirche in alter Ortslage Wilkau (mit Ausstattung) sowie Kriegerdenkmal für Gefallene des Ersten Weltkrieges neben der Kirche | Cainsdorfer Straße 17 (Karte)                | 1878–1879                  | neoromanisch anmutende Pseudobasilika, Ziegelbau mit eingezogenem Chor und Apsis, Westturm über quadratischem Grundriss, von ortshistorischer, baugeschichtlicher und städtebaulicher Bedeutung. Architekt Hugo Altendorff aus Leipzig, Bauausführung von Amandus Höffner aus Zwickau, 1979 restauriert, Rundbogenportal mit Christusfigur (Salvator mundi), im Inneren Kruzifix von Alfred Schweiger, Inschrift des Gefallenendenkmals: gegangen – nicht vergangen. Gestorben – doch nicht tot. Dem Andenken an den Heldentod ihrer Söhne und Brüder Erich, Max und Fritz Koppermann, gefallen 1914. | 09286961 |
|                                         | Pfarrhaus der Michaeliskirchgemeinde | Cainsdorfer Straße 19 (Karte)                | Ende 19. Jh.               | neogotischer Ziegelbau, baugeschichtlich und ortsgeschichtlich von Bedeutung, bildet bauliches Ensemble mit der benachbarten Michaeliskirche. Architekt Hugo Altendorff aus Leipzig? | 09303556 |
| Weitere Bilder                          | Musik-Pavillon auf dem Alten Markt | Culitzscher Straße (Karte)                   | 1950er-Jahre               | Rundbau mit Kupferdach und bekrönender goldener Kugel auf Stützen aus Beton und Granit, von stadtgeschichtlicher und städtebaulicher Bedeutung. In kleiner Parkanlage gelegen, die vier inneren Stützen aus Beton, die äußeren Stützen aus Granit, baugeschichtliches Zeugnis der 1950er–1960er Jahre. Ehemals als Stalinpavillon geplant, nach der Entstalinisierung um 1960 als Pavillon der Deutsch-Sowjetischen Freundschaft fertiggestellt, heute Musik-Pavillon. | 09289989 |
|                                         | Villa mit Einfriedung | Culitzscher Straße 8 (Karte)                 | bez. 1936                  | gut erhaltener künstlerisch wertvoller Putzbau auf Steinsockel, mit Rundbogenportal und doppelgeschossigem Runderker, von baugeschichtlicher Bedeutung. schiefergedecktes Dach, originale Eingangssituation mit Fenstervergitterung und Äskulapstab im Schlussstein, original: Fenster, Eingangstür, Laterne, Putzverzierung am Erker, Tiefgarage, ehemals im Untergeschoss: Praxis, im Obergeschoss: Wohnung. | 09288894 |
|                                         | Mietshaus in Ecklage | Culitzscher Straße 17 (Karte)                | um 1900                    | mit Laden, gründerzeitlicher Klinkerbau, von städtebaulicher Bedeutung. Eckbetonung, Putzverzierungen der Fenstergewände, Schieferdeckung, saniert. | 09289991 |
|                                         | Einzeldenkmale der Sachgesamtheit Michaelisfriedhof: Friedhofskapelle, fünf Grabmale, Denkmal für die Verfolgten des Naziregimes und Kriegerdenkmal für die Gefallenen des Ersten Weltkrieges (siehe auch Sachgesamtheit 09300455)                                                                                                   | Culitzscher Straße 42 (Karte)                | Ende 19. Jh.               | von stadtgeschichtlicher Bedeutung. Friedhofskapelle: schlichter Klinkerbau, VDN-Denkmal von Alfred Schweigert, 1947, Holz (schwarz gestrichen): Mutter mit Kind (25), Bronzeplastik/Grabmal für Johann Gottlob Dietel (1844–1887): Müder Wanderer von Werner Stein, Leipzig, gegossen von Pirner & Franz, Dresden, 1889 (26), Familiengrab des Möbelfabrikanten August Koppermann (1858–1945) (28) mit Grabstein mit Soldatenmantel als Grabdenkmal für die im Ersten Weltkrieg gefallenen Söhne Erich, Max und Fritz Koppermann, Familiengrab von Guido Dietel (1854–1913), Säulenhalbrund mit Steinkreuz und weißlicher Bronzefinger (29), Grabstätte von Klaus Matthäi (1935–1986), Künstler (30), Grabstätte von Liesel Stark (1889–1945), Widerstandskämpferin (31), Gefallenendenkmal für Tote im Ersten Weltkrieg (siehe Objekt 09299704), Gedenkstein. | 09289988 |
| Direkt Bild zu diesem Denkmal hochladen | Sachgesamtheit Michaelisfriedhof, mit folgenden Einzeldenkmalen: Friedhofskapelle, fünf Grabmale, Denkmal für die Verfolgten des Naziregimes und Kriegerdenkmal für die Gefallenen des Ersten Weltkrieges (siehe Einzeldenkmal 09289988) sowie Friedhofsgestaltung mit Allee (Gartendenkmal) und Einfriedung als Sachgesamtheitsteil | Culitzscher Straße 42 (Karte)                | Ende 19. Jh.               | von stadtgeschichtlicher Bedeutung. Friedhofsgestaltung mit Lindenallee und Mauer in Klinkerbauweise. | 09300455 |
| Direkt Bild zu diesem Denkmal hochladen | Wohnhaus | Culitzscher Straße 43 (Karte)                | Mitte 19. Jh.              | Obergeschoss mit Fachwerk, Straßenseite verschiefert, von baugeschichtlicher Bedeutung. Hof mit originaler Pumpe, sanierungsbedürftig. | 09289987 |
| Direkt Bild zu diesem Denkmal hochladen | Denkmal für die Gefallenen des Ersten Weltkrieges auf dem Friedhof | Friedhofstraße (Karte)                       | nach 1918 (Kriegerdenkmal) | Monolith mit flankierenden rechteckigen Steinen mit den Namen der Gefallenen, von Geschichts- und Erinnerungswert. | 09266895 |
|                                         | Mietshaus in halboffener Bebauung | Hermannstraße 6 (Karte)                      | Ende 19. Jh.               | zeit- und ortstypischer gründerzeitlicher Klinkerbau in sehr gutem Originalzustand, von bau- und stadtgeschichtlicher Bedeutung. dreigeschossiges Gebäude mit Akzentuierung des Mittelteils und schiefergedecktem Dachgeschoss, zahlreiche Schmuckelemente aus Backstein, unsaniert. | 09286965 |
|                                         | Mietshaus in Ecklage | Hermannstraße 14 (Karte)                     | um 1900                    | gründerzeitlicher Klinkerbau mit Steinsockel und Eckbetonung, von städtebaulicher Bedeutung. Betonung der Fensteröffnungen durch Putzverzierungen, saniert. | 09289990 |
| Direkt Bild zu diesem Denkmal hochladen | Wohnhaus (ohne Anbau) | Karl-Liebknecht-Straße 24 (Karte)            | 1877–1878                  | im Obergeschoss mit Fachwerk, verschiefert, von stadtgeschichtlicher Bedeutung. vermutlich ehemalige Häuslerei, saniert. | 09266478 |
| Direkt Bild zu diesem Denkmal hochladen | Ehemaliger Gasthof, zeitweise Strickerei | Karl-Liebknecht-Straße 53 (Karte)            | 1902                       | gründerzeitlicher Klinkerbau von orts- und baugeschichtlichem Wert. zweigeschossiger Klinkerbau, acht Achsen, roter Klinker, Sockel Polygonmauerwerk, Porphyr und Granit, Fenstergewände Werkstein, Segmentbogenfensteröffnungen von Klinkerformsteinen mit Stabprofilierung flankiert im Erdgeschoss, Obergeschoss Rechteckfenster mit Blendbögen – in den Bögen Muscheldarstellungen, Kranzgesims mit Würfelfries, Giebel dreiachsig, durch Binderschichten aus gelb glasierten Ziegeln Fassade gegliedert, weiterhin Fries: „Deutsches Band“, über Fenster im Erdgeschoss und Dachgeschoss Schlusssteine mit Diamantquaderung, Türen und Fenster und Inneres erneuert, Satteldach mit fünf Schleppgauben, Geschichte: 1902 als Wohnhaus mit Schankwirtschaft erbaut, 1924 Eigentumswechsel an Strickereifabrikanten, darauf folgt Umnutzung, 1927 Anbau Produktionsräume (ohne Denkmalwert), Umbau: Gastraum wird zum Arbeitssaal, Bauherren: 1902 Heinrich Tröger, Schankwirtschaft, 1924 Walther Nötzold, Wäschefabrik u. Strickerei (Anbau 1927), heute im Eigentum der Lebenshilfe e. V.                       | 08951459 |
| Weitere Bilder                          | Straßenbrücke über die Zwickauer Mulde | Kirchberger Straße (Karte)                   | um 1900                    | Von orts-, verkehrsgeschichtlicher und städtebaulicher Bedeutung. Mit fünf Bögen aus Natursteinen, 1976 saniert, dabei verbreitert, Platte mit Inschrift: „Rekonstruktion 1976, VEB Baureparaturen Zwickauer Land“, Gemarkung Wilkau, Flstk. 237 und 253, Gemarkung Niederhaßlau, Flstk. 431 und 429. | 09266472 |
|                                         | Fabrikantenvilla (ohne Anbau) | Kirchberger Straße 1 (Karte)                 | um 1900                    | ehemaliges Wohnhaus der Fabrikantenfamilie Dietel, repräsentatives villenartiges Gebäude mit zahlreichen Schmuckelementen im Stil der Neogotik, von bau- und stadtgeschichtlicher Bedeutung. zweigeschossiger Putzbau, originale Eingangssituation mit Überdachung und Eingangstür, im Inneren Fliesen und Stuckverzierungen erhalten, entstellender Anbau aus DDR-Zeit, heute Ärztehaus, unsaniert. | 09286962 |
| Direkt Bild zu diesem Denkmal hochladen | Mietshaus in halboffener Bebauung | Kirchberger Straße 29 (Karte)                | Anfang 20. Jh.             | gründerzeitlicher Klinkerbau mit Putzerdgeschoss, Eckbetonung durch Haube, von städtebaulicher Bedeutung. im ersten Obergeschoss Fenstergiebel und -verzierungen, unsensible Sanierung. | 09288943 |
| Direkt Bild zu diesem Denkmal hochladen | Mietshaus in geschlossener Bebauung | Kirchberger Straße 31 (Karte)                | Anfang 20. Jh.             | zeit- und ortstypischer Klinkerbau mit geputzten Jugendstilelementen, von baugeschichtlicher Bedeutung. in gutem Originalzustand, originale Haustür | 09289979 |
| Direkt Bild zu diesem Denkmal hochladen | Wohnhaus in offener Bebauung mit Stützmauer zur Straße | Kirchberger Straße 48 (Karte)                | 2. Hälfte 19. Jh.          | Putzbau mit zahlreichen Schmuckelementen (Friesen, Fialen) im neogotischen Stil, von baugeschichtlicher Bedeutung. zweigeschossiges Gebäude, originale Eingangstür, trotz einiger Veränderungen in gutem Originalzustand, sanierungsbedürftig, massive Stützmauer unterhalb des Grundstückes an Kirchberger Straße, Zugang zum Grundstück von der Rudolf-Breitscheid-Straße. | 09289983 |
|                                         | Mietshaus in Ecklage | Kirchberger Straße 54 (Karte)                | Anfang 20. Jh.             | gründerzeitliches Klinkergebäude mit Putzverzierungen, von städtebaulicher Bedeutung. Eckbetonung ehemals durch Türmchen | 09288944 |
| Weitere Bilder                          | Lutherkirche Haßlau: Kirche in alter Ortslage Haßlau (mit Ausstattung) sowie Einfriedung des Grundstücks | Kirchstraße (Karte)                          | bez. 1890                  | künstlerisch wertvoller gründerzeitlicher Klinkerbau im Stil der Neoromanik, Pseudobasilika mit Dreiapsidenchor, beeindruckender Vierungskuppel und Westturm, von kunsthistorischer, bau- und stadtgeschichtlicher Bedeutung, Architekt: Oscar Mothes, Leipzig. Sandsteinsockel, querhausartige Anbauten, Inneres mit Holzkuppel und verziertem Strebewerk, dreiseitige hölzerne Empore, Weihe 1891, 1934, 1988 und 1991 Restaurierungen. | 09266476 |
| Weitere Bilder                          | Pfarrhaus der Lutherkirchgemeinde, mit Einfriedung | Kirchstraße 27 (Karte)                       | um 1900                    | gründerzeitlicher Klinkerbau mit Steinsockel und reich verzierter gusseiserner Einfriedung, von baugeschichtlicher und stadtgeschichtlicher Bedeutung. originale Eingangstür | 09266477 |
|                                         | Wohnhaus in offener Bebauung | Neuwilkauer Straße 2 (Karte)                 | um 1900                    | wertvoller gründerzeitlicher Klinkerbau mit Steinsockel und horizontaler Gliederung durch Ziegelfriese, in sehr gutem Originalzustand, von baugeschichtlicher und städtebaulicher Bedeutung. zwei Vollgeschosse und ein Halbgeschoss, schiefergedecktes Krüppelwalmdach, rückwärtiger Eingang, unsaniert. | 09288781 |
|                                         | Mietshaus in halboffener Bebauung | Neuwilkauer Straße 11 (Karte)                | Anfang 20. Jh.             | repräsentativer Putzbau mit zweigeschossigem Erker und Giebel, im Reformstil der Zeit um 1910, von baugeschichtlicher und städtebaulicher Bedeutung. dreigeschossiges Gebäude, Biberschwanzdeckung, verschieferte Gaupen, sparsame Jugendstilelemente an der Fassade, originale Haustür, teilsaniert. | 09288734 |
| Direkt Bild zu diesem Denkmal hochladen | Villa mit Villengarten | Parkstraße 6 (Karte)                         | 1909                       | großes repräsentatives Putzgebäude im Reformstil der Zeit um 1910, prächtiger Villengarten im englischen Stil, von bau- und stadtgeschichtlicher sowie gartenkünstlerischer Bedeutung. dreigeschossiger Bau, Putzverzierungen, Eingang von Säulen flankiert, Seitengebäude (bauzeitlich) – ehem. Waschhaus, ruinös, Streichung 2013, Teile der Parkanlage gut erhalten, 1910 Waschhausanbau durch Guido Dietel, 1911 Bau eines Parkhauses mit Wagenremise, Eiskeller und Koksvorratsraum durch Heinrich Dietel, 1919 Umbau der Villa durch Baumeister Oskar Geyer für Fabrikbesitzer Herbert Dietel, 1926 Pferdestallanbau, Villa und parkartiger Garten authentisch erhalten, im Inneren relativ schlicht, erhalten blieben Zimmertüren, Haustür, Stuckdecken, Wandverkleidung im Schlafzimmer, eine historische Stofftapete, Parkettböden in unterschiedlichem Erhaltungszustand, historische Fliesen in der Küche – teils in schlechtem Erhaltungszustand sowie ein Kamin in der Halle im Erdgeschoss, Villa und Garten von baugeschichtlicher, ortsgeschichtlicher sowie bau- und gartenkünstlerischer Bedeutung. | 09289984 |
| Weitere Bilder                          | Rathaus | Poststraße 1 (Karte)                         | bez. 1927                  | zweiflügliges repräsentatives Gebäude mit Turm, Balustrade und Eingangshalle im Stil der 1920er-Jahre, von ortsgeschichtlicher, baugeschichtlicher und städtebaulicher Bedeutung. zweigeschossiger Putzbau mit Porphyrgewänden und -verzierungen, Fassade zur Kirchberger Straße mit Porphyrsockelgeschoss, Eingang zum Ratskeller und darüber fünf schmalen Bleiglasfenstern des Ratssaales, in Ecklage die Eingangstreppe, erhöht kleine Terrasse mit rundbogiger Eingangshalle, Fassade zur Poststraße mit zwei Erkern und Balkons, ausgebautes Dachgeschoss mit Schieferdeckung, 1991 saniert. | 09286956 |
|                                         | Villa mit Einfriedung | Poststraße 2 (Karte)                         | 1935                       | zweigeschossiger Putzbau mit ausgewogener architektonischer Gliederung, Steinsockel, Anklänge an den Heimatstil, in sehr gutem Originalzustand von baugeschichtlicher Bedeutung. Pfeiler der Einfriedung mit originalen gelb-bräunlichen Fliesen (1936), Gehweg mit Schieferplatten, Erker mit figürlichen und ornamentalen Verzierungen, Treppenhaus mit dreiachsigem Glasfenster mit floralen Motiven, originale Fenster, originaler Edelputz, im Inneren originale Holztäfelungen, behutsam saniert. | 09286957 |
|                                         | Ehemaliges Postamt Wilkau | Poststraße 4 (Karte)                         | 1913                       | Repräsentativer Putzbau mit Steinsockel und zweigeschossigem Erker mit sparsamer neoklassizistischer Verzierung, von orts-, baugeschichtlicher und städtebaulicher Bedeutung. Bauzeitlicher Anbau mit originalem Oberlicht und Putzverzierung; original: Seiteneingangstür zum Keller und teilweise Fenster zur Straßenfront, Mansarddach mit Erkern, saniert, als Kaiserliches Postamt erbaut. Bis in die 1990er-Jahre als Postamt genutzt. | 09286958 |
|                                         | Mietshaus in Ecklage | Poststraße 5 (Karte)                         | um 1900                    | wertvoller gründerzeitlicher Klinkerbau mit Sandsteindetails, im Stil der Neorenaissance, von baugeschichtlicher und städtebaulicher Bedeutung. in gutem Originalzustand | 09289992 |
|                                         | Mietshaus in halboffener Bebauung | Robert-Koch-Straße 4 (Karte)                 | um 1900                    | zeit- und ortstypische gründerzeitliche Klinkerbauweise, verzierte Fenstergewände, von städtebaulicher Bedeutung. | 09266481 |
|                                         | Mietshaus in halboffener Bebauung | Robert-Koch-Straße 6 (Karte)                 | um 1900                    | zeit- und ortstypische gründerzeitliche Klinkerbauweise, verzierte Fenstergewände, von städtebaulicher Bedeutung. | 09266482 |
|                                         | Mietshaus in halboffener Bebauung | Robert-Koch-Straße 8 (Karte)                 | um 1900                    | zeit- und ortstypische gründerzeitliche Klinkerbauweise, verzierte Fenstergewände, von städtebaulicher Bedeutung. | 09266483 |
|                                         | Mietshaus in halboffener Bebauung | Robert-Koch-Straße 10 (Karte)                | um 1900                    | zeit- und ortstypische gründerzeitliche Klinkerbauweise, verzierte Fenstergewände, von städtebaulicher Bedeutung. | 09266484 |
|                                         | Mietshaus in halboffener Bebauung | Robert-Koch-Straße 12 (Karte)                | um 1900                    | zeit- und ortstypische gründerzeitliche Klinkerbauweise, verzierte Fenstergewände, von städtebaulicher Bedeutung. | 09266485 |
|                                         | Mietshaus in halboffener Bebauung | Robert-Koch-Straße 14 (Karte)                | um 1900                    | zeit- und ortstypische gründerzeitliche Klinkerbauweise, verzierte Fenstergewände, von städtebaulicher Bedeutung. | 09266486 |
|                                         | Mietshaus in halboffener Bebauung | Robert-Koch-Straße 16 (Karte)                | um 1900                    | zeit- und ortstypische gründerzeitliche Klinkerbauweise, verzierte Fenstergewände, von städtebaulicher Bedeutung. | 09266487 |
|                                         | Mietshaus in halboffener Bebauung | Robert-Koch-Straße 18 (Karte)                | um 1900                    | zeit- und ortstypische gründerzeitliche Klinkerbauweise, verzierte Fenstergewände, von städtebaulicher Bedeutung. | 09266488 |
|                                         | Mietshaus in Ecklage | Robert-Koch-Straße 20 (Karte)                | um 1900                    | zeit- und ortstypische gründerzeitliche Klinkerbauweise, verzierte Fenstergewände,von städtebaulicher Bedeutung. | 09266489 |
| Direkt Bild zu diesem Denkmal hochladen | Wohnhaus mit Einfriedung | Rosenthal 23 (Karte)                         | bez. 1906                  | historisierender Klinkerbau im Schweizerstil, mit Schieferdach und hölzernen Verzierungen an den Dachschrägen und Dachgaupen, von baugeschichtlicher und stadtbildprägender Bedeutung. Mittelrisalit mit Giebel mit Rundfenster, Sandstein- und Putzverzierungen der Fensteröffnungen, 1911: Anbau eines Stall- und Schuppengebäudes. | 09266896 |
| Direkt Bild zu diesem Denkmal hochladen | Wohnhaus (ohne Anbau) | Rosinenberg 1 (Karte)                        | um 1850                    | Fachwerk im Obergeschoss, teilweise verschiefert, von bau- und stadtgeschichtlicher Bedeutung. zahlreiche spätere Anbauten, saniert (Kunststofffenster) | 09289981 |
|                                         | Mietshaus in offener Bebauung | Rudolf-Breitscheid-Straße 3 (Karte)          | bez. 1897                  | repräsentativer gründerzeitlicher Klinkerbau mit Steinsockel, Erkern und Schmuckgiebeln im Stil des Historismus, von baugeschichtlicher und städtebaulicher Bedeutung. Gewände und Schmuckelemente in Sandstein, Schieferdach, ein Pfeiler der ehemaligen Hofeinfahrt erhalten, bauzeitliche Deckengemälde im Inneren, saniert. | 09286959 |
|                                         | Diakonat (mit Gemeindesaal) der Michaeliskirchgemeinde | Rudolf-Breitscheid-Straße 11 (Karte)         | Ende 19. Jh.               | gründerzeitliches Klinkergebäude mit Steinsockel und Schieferdeckung, von stadtgeschichtlicher Bedeutung. flacher Anbau des Gemeindesaales mit fünf Rundbogenfenstern und zwei rundbogigen Eingangstüren. | 09286960 |
|                                         | Villa | Rudolf-Breitscheid-Straße 14 (Karte)         | 2. Hälfte 19. Jh.          | wertvoller Bau mit gelber Klinkerfassade und Sandsteinelementen, im Stil des Historismus, von bau- und stadtgeschichtlicher Bedeutung. originales Bleiglasfenster über Eingang, originale Haustür, Erker und Loggia, Deckenmalereien im Inneren erhalten. | 09286966 |
|                                         | Wohnhaus in offener Bebauung | Rudolf-Breitscheid-Straße 30 (Karte)         | bez. 1903                  | gründerzeitlicher Klinkerbau mit Sandsteingewänden und -simsen, von städtebaulicher Bedeutung. Mittelrisalit mit verziertem Giebelfeld im ersten Obergeschoss und Giebel im Dachgeschoss, saniert. | 09288701 |
|                                         | Mietshaus in Ecklage und offener Bebauung | Rudolf-Breitscheid-Straße 33 (Karte)         | Anfang 20. Jh.             | zeit- und ortstypischer gründerzeitlicher Klinkerbau mit Putzelementen, von städtebaulicher Bedeutung. Eckbetonung durch Ecktürmchen, saniert | 09286970 |
|                                         | Wohnhaus in offener Bebauung, mit Einfriedung | Rudolf-Breitscheid-Straße 34 (Karte)         | um 1930                    | formschöner Putzbau, Anklänge an den Bauhausstil, in sehr gutem Originalzustand, von baugeschichtlicher Bedeutung. zweigeschossiges Gebäude, original: Treppenaufgang, Geländer und Tür- und Fenstervergitterung, behutsam saniert. | 09289982 |
|                                         | Doppelmietshaus in Ecklage und offener Bebauung | Rudolf-Breitscheid-Straße 35; 41 (Karte)     | bez. 1907                  | Klinkerbauweise mit jugendstiligen Putzverzierungen, von städtebaulicher Bedeutung. Eckbetonung durch Aufsatz, Ziergiebel, saniert. | 09288698 |
|                                         | Doppelwohnhaus in Ecklage | Schneeberger Straße 2a (Karte)               | bez. 1892                  | gründerzeitlicher Klinkerbau mit rechteckigen Giebeln, von stadtbildprägender Bedeutung. zwei originale Haustüren | 09266475 |
|                                         | Methodistenkirche mit Ausstattung und Einfriedung | Schulstraße 11 (Karte)                       | 2. Hälfte 19. Jh.          | kleiner, aber wertvoller Klinkerbau im neogotischen Stil mit doppelläufiger Treppenanlage, von bau- und stadtgeschichtlicher Bedeutung. dreiachsige Straßenfassade mit zwei Eingangstüren, Mittelrisalit mit Ziergiebel, verspielte Dachlandschaft mit Turm und Gaupen. | 09286968 |
|                                         | Villa (ohne Anbau) mit Einfriedung | Schulstraße 16 (Karte)                       | 2. Hälfte 19. Jh.          | schöner Bau der Gründerzeit, mit Klinkermuster und hölzernem Dachstrebewerk, von baugeschichtlicher Bedeutung. zweigeschossiges Gebäude, saniert, Pfeiler der Einfriedung später erneuert und kein Denkmal. | 09286967 |
| Direkt Bild zu diesem Denkmal hochladen | Villa | Schulstraße 27 (Karte)                       | 1896–1897                  | repräsentativer gründerzeitlicher Klinkerbau mit Sandsteinsockel und -gewänden, im Anbau Stuckdecke, von bau- und stadtgeschichtlicher Bedeutung. Ecktürmchen im Süden, Schieferdach mit hölzernem Dachstrebewerk, bis auf Anbau saniert, 1911 Küchenanbau an Südwestseite, 1919 Anbau einer geschlossenen Veranda mit Terrasse im 1. Obergeschoss an Ostseite durch Alwine Dietel, 1925 Umbau und Anbau an Nordwestecke, 1941/1942 Einrichtung einer Kindertagesstätte und Säuglingsheim, heute als Kindergarten genutzt. | 09289986 |
|                                         | Wohnhaus | Vielauer Straße 1 (Karte)                    | um 1800                    | Fachwerkobergeschoss verkleidet, von sozial- und baugeschichtlicher Bedeutung. Biberschwanzdeckung, teilweise originale Fenster. | 09266901 |
|                                         | Wegestein | Zwickauer Straße (Karte)                     | 19. Jh.                    | behauener Granit, von verkehrshistorischer Bedeutung. | 09266474 |
|                                         | Mietshaus in halboffener Bebauung | Zwickauer Straße 3 (Karte)                   | um 1900                    | gründerzeitlicher Klinkerbau mit verzierten Fenstergewänden, von städtebaulicher Bedeutung. | 09266471 |
|                                         | Mietshaus in geschlossener Bebauung | Zwickauer Straße 5 (Karte)                   | um 1900                    | gründerzeitlicher Klinkerbau mit verzierten Fenstergewänden, von städtebaulicher Bedeutung. | 09266470 |
|                                         | Mietshaus in geschlossener Bebauung | Zwickauer Straße 7 (Karte)                   | um 1900                    | gründerzeitlicher Klinkerbau mit verzierten Fenstergewänden, von städtebaulicher Bedeutung. | 09266469 |
|                                         | Mietshaus in geschlossener Bebauung | Zwickauer Straße 9 (Karte)                   | um 1900                    | gründerzeitlicher Klinkerbau mit verzierten Fenstergewänden, von städtebaulicher Bedeutung. | 09266468 |
|                                         | Mietshaus in geschlossener Bebauung | Zwickauer Straße 11 (Karte)                  | um 1900                    | gründerzeitlicher Klinkerbau mit verzierten Fenstergewänden, von städtebaulicher Bedeutung. | 09266467 |
|                                         | Mietshaus in geschlossener Bebauung | Zwickauer Straße 13 (Karte)                  | um 1900                    | gründerzeitlicher Klinkerbau mit verzierten Fenstergewänden, von städtebaulicher Bedeutung. | 09266466 |
|                                         | Mietshaus in halboffener Bebauung | Zwickauer Straße 17 (Karte)                  | um 1900                    | gründerzeitlicher Klinkerbau mit verzierten Fenstergewänden, von städtebaulicher Bedeutung. | 09266398 |
|                                         | Mietshaus in geschlossener Bebauung | Zwickauer Straße 19 (Karte)                  | um 1900                    | gründerzeitlicher Klinkerbau mit verzierten Fenstergewänden, von städtebaulicher Bedeutung. | 09266397 |
|                                         | Mietshaus in geschlossener Bebauung | Zwickauer Straße 21 (Karte)                  | um 1900                    | gründerzeitlicher Klinkerbau mit verzierten Fenstergewänden, von städtebaulicher Bedeutung. | 09266396 |
|                                         | Mietshaus in geschlossener Bebauung | Zwickauer Straße 23 (Karte)                  | um 1900                    | gründerzeitlicher Klinkerbau mit verzierten Fenstergewänden, von städtebaulicher Bedeutung. | 09266395 |
|                                         | Mietshaus in halboffener Bebauung | Zwickauer Straße 24 (Karte)                  | um 1900                    | gründerzeitlicher Klinkerbau mit verzierten Fenstergewänden, von städtebaulicher Bedeutung. horizontale Gliederung durch Ziegelfriese. | 09266389 |
|                                         | Mietshaus in geschlossener Bebauung | Zwickauer Straße 25 (Karte)                  | um 1900                    | gründerzeitlicher Klinkerbau mit verzierten Fenstergewänden, von städtebaulicher Bedeutung. | 09266394 |
|                                         | Mietshaus in halboffener Bebauung | Zwickauer Straße 26 (Karte)                  | um 1900                    | gründerzeitlicher Klinkerbau, von städtebaulicher Bedeutung. horizontale Gliederung durch Ziegelfriese. | 09266388 |
|                                         | Mietshaus in geschlossener Bebauung | Zwickauer Straße 27 (Karte)                  | um 1900                    | gründerzeitlicher Klinkerbau mit verzierten Fenstergewänden, von städtebaulicher Bedeutung. | 09266393 |
|                                         | Mietshaus in halboffener Bebauung | Zwickauer Straße 28 (Karte)                  | um 1900                    | gründerzeitlicher Klinkerbau, von städtebaulicher Bedeutung. horizontale Gliederung durch Ziegelfriese. | 09266387 |
|                                         | Mietshaus in geschlossener Bebauung | Zwickauer Straße 29 (Karte)                  | um 1900                    | gründerzeitlicher Klinkerbau mit verzierten Fenstergewänden, von städtebaulicher Bedeutung. | 09266392 |
|                                         | Mietshaus in halboffener Bebauung | Zwickauer Straße 30 (Karte)                  | um 1900                    | gründerzeitlicher Klinkerbau, von städtebaulicher Bedeutung. horizontale Gliederung durch Ziegelfriese. | 09266386 |
|                                         | Mietshaus in geschlossener Bebauung | Zwickauer Straße 31 (Karte)                  | um 1900                    | gründerzeitlicher Klinkerbau mit verzierten Fenstergewänden, von städtebaulicher Bedeutung. | 09266391 |
|                                         | Mietshaus in halboffener Bebauung | Zwickauer Straße 32 (Karte)                  | um 1900                    | gründerzeitlicher Klinkerbau, von städtebaulicher Bedeutung. horizontale Gliederung durch Ziegelfriese. | 09266385 |
|                                         | Mietshaus in halboffener Bebauung | Zwickauer Straße 33 (Karte)                  | um 1900                    | gründerzeitlicher Klinkerbau mit verzierten Fenstergewänden, von städtebaulicher Bedeutung. | 09266390 |
|                                         | Mietshaus in halboffener Bebauung | Zwickauer Straße 34 (Karte)                  | um 1900                    | gründerzeitlicher Klinkerbau, von städtebaulicher Bedeutung. horizontale Gliederung durch Ziegelfriese. | 09289999 |
|                                         | Mietshaus in halboffener Bebauung | Zwickauer Straße 36 (Karte)                  | um 1900                    | gründerzeitlicher Klinkerbau, von städtebaulicher Bedeutung. horizontale Gliederung durch Ziegelfriese. | 09289998 |
|                                         | Mietshaus in halboffener Bebauung | Zwickauer Straße 38 (Karte)                  | um 1900                    | gründerzeitlicher Klinkerbau, von städtebaulicher Bedeutung. horizontale Gliederung durch Ziegelfriese. | 09289997 |
|                                         | Bauernhof mit Wohnhaus, Scheune und Seitengebäude sowie Toreinfahrt | Zwickauer Straße 43 (Karte)                  | 1900                       | Gutshaus im Jugendstil, Fassade und Ausstattung in gutem Originalzustand, von bau- und stadtgeschichtlicher Bedeutung. Toreinfahrt mit Biberschwanzdeckung, Scheune und Stallscheunen im Obergeschoss mit Fachwerk, Gutshaus mit vorgelagertem Treppenhaus, kleinem Vordach und Laubengang. | 09289994 |

## Culitzsch
| Bild                                    | Bezeichnung                                                                                                | Lage                     | Datierung                  | Beschreibung | ID       |
| --------------------------------------- | --- | ------------------------ | -------------------------- | --- | -------- |
| Direkt Bild zu diesem Denkmal hochladen | Wohnhaus mit Wirtschaftsanbau                                                                              | Crinitzer Weg 12 (Karte) | um 1860                    | Fachwerk im Obergeschoss, Zeugnis dörflicher Wohn- und Wirtschaftsverhältnisse vergangener Zeiten, wissenschaftlich-dokumentarischer Wert, baugeschichtlich von Bedeutung. zweigeschossig, Erdgeschoss massiv, Obergeschoss Sichtfachwerk mit Lehmfachung, Erdgeschoss Fenstergewände aus Naturstein, späterer kleiner Scheunenanbau rechts mit Ziegeldach (Tor und Fenster original), Häuslerstelle? | 08985884 |
| Direkt Bild zu diesem Denkmal hochladen | Denkmal für die Gefallenen des Ersten Weltkrieges auf dem Friedhof                                         | Dorfstraße (Karte)       | nach 1918 (Kriegerdenkmal) | Geschichts- und Erinnerungswert. Steinkreuz, zwei Monolithe mit Inschriftplatten, Beetfassung, Friedhof selbst keine Sachgesamtheit, Trauerhalle und Grabmale nicht von Interesse. | 08985874 |
|                                         | Kirche mit Ausstattung, Kirchhof mit Einfriedungsmauer und Grabplatte Fiedler                              | Dorfstraße (Karte)       | 1770–1773                  | baugeschichtlich, ortsgeschichtlich, kunsthistorisch und städtebaulich von Bedeutung. Kirche: Bruchsteinbau, Dachreiter mit Uhr, Walmdach mit Schieferdeckung, Altar 1504 von Peter Breuer, Pfarrhaus (Dorfstraße 6) wurde als Denkmal abgelehnt und Anfang 2003 entstellend saniert Grabplatte für Herrn M. Joh. Fr. Glob. Fiedler (* 17. Dezember 1783 † 6. April 1853), Gusseisenplatte auf Natursteinpostament, Kirchhof mit Einfriedungsmauer. | 08985873 |
| Direkt Bild zu diesem Denkmal hochladen | Schule in offener Bebauung                                                                                 | Dorfstraße 7 (Karte)     | bez. 1899                  | ortsgeschichtlicher Erinnerungswert, gründerzeitlicher Klinkerfassade, Dokument für die Volksbildung, ortsbildgestaltendes Ensemble mit Kirche, Pfarrhaus, Gasthof und Friedhof. zweigeschossig, Mittelrisalit mit Zwerchhaus, Klinkerfassade, Kellergeschoss mit Zyklopmauerwerk, Sandsteingewände, die alte Dorfschule an der Stelle bereits 1771 errichtet, original: Innentreppe, einige Fenster. | 08985875 |
| Direkt Bild zu diesem Denkmal hochladen | Fabrikgebäude, ehemalige Stickerei                                                                         | Hauptstraße 1 (Karte)    | um 1890                    | Dokument der Ortsgeschichte, Zeugnis der Textilindustrie im Zwickauer Land. dreigeschossig, zehn Achsen, Klinkerfassade, unterkellert, Haustür original mit Gittern, 2000 als Denkmal bestätigt. | 08985886 |
| Direkt Bild zu diesem Denkmal hochladen | Saalanbau des Alten Gasthofes, mit Ausstattung                                                             | Hauptstraße 20 (Karte)   | um 1890                    | selten gewordenes Zeugnis örtlicher Fest- und Feierkultur, Dokumentations- und Erinnerungswert, Bedeutung für Ortsgeschichte und Volksbildung. original: Bühne, Fenster, Gusseisensäulen mit Kapitellen, große Rosetten an der Decke, Zugangstür. | 08985885 |
| Direkt Bild zu diesem Denkmal hochladen | Mietshaus in offener Bebauung in Ecklage, sowie Nebengebäude im Hof                                        | Hauptstraße 25 (Karte)   | um 1900                    | gründerzeitlicher Klinkerbau, Dokument der Verstädterung des Dorfes am Beginn des 20. Jahrhunderts, exponierte ortsbildgestaltende Lage. in Ecklage Quergasse, zweigeschossig, 4-1-1-1-3 Achsen, Natursteinsockel, Klinkerfassade mit Kunststeingliederung, Ziegeldach, ehem. Eckladen, Fenster neu, das Nebengebäude im Hof wichtig für (sozialen und wohnungswirtschaftlichen) Zusammenhang. | 08985878 |
| Direkt Bild zu diesem Denkmal hochladen | Ehemaliges Gemeindeamt sowie Toreinfahrt                                                                   | Hauptstraße 33 (Karte)   | um 1930                    | Gebäude im Heimatstil, Toreinfahrt: zwei Natursteinpfeiler mit Kugelaufsätzen am Zugang, Geschichtszeugnis, Dokument gemeindlicher Selbstverwaltung, Erinnerungs- und Volksbildungswert. zweigeschossig, sieben Achsen, Putzfassade, neue Fenster mit alter Teilung, Walmdach mit Schieferdeckung und Turmaufsatz, teilw. ausgebautes Dachgeschoss, Natursteinsockel, heute Wohnnutzung, original: Haustür und Oberlicht, Inschrift, Windfangtür, Terrazzo im Eingangsbereich, Treppenhaus, alle Türen im Inneren, Einfriedung: zwei Natursteinpfeiler mit Kugelaufsätzen. | 08985880 |
| Direkt Bild zu diesem Denkmal hochladen | Stallgebäude (mit Oberlaube) und Scheune eines Dreiseithofes                                               | Hauptstraße 36 (Karte)   | 18. Jh.                    | ortsbildakzentuierende Wirtschaftsgebäude einer geschlossen erhaltenen Hofanlage, der Laubengang mit Seltenheitswert. Stall: zwölf Bögen Laubengang, Fachwerk mit Lehmausfachung, Satteldach mit Ziegeldeckung, Durchfahrt zum Feld, einige Bögen zugesetzt, Scheune: alter Teil mit Fachwerk, neuer straßenseitiger Teil um 1895 mit Ziegelmauerwerk und Putzfassade, Akzent im Ortsbild. | 08985877 |
| Direkt Bild zu diesem Denkmal hochladen | Zwei Seitengebäude (eines mit Oberlaube) und Scheune eines Vierseithofes                                   | Hauptstraße 39 (Karte)   | bez. 1765                  | wissenschaftlich-dokumentarischer Wert, Fachwerkbauten, Laubengang mit Seltenheitswert, ortsbildcharakterisierendes Gehöft, geschlossen erhaltener Vierseithof. 1. Seitengebäude mit Stall und Oberlaube im Obergeschoss, Erdgeschoss massiv, Satteldach, Giebel, im hölzernen Türbogen bezeichnet MM 1765, war laut Eigentümeraussage das erstgebaute Gebäude des Hofes, 2. Seitengebäude (Stall): Fachwerk im Obergeschoss, Scheune: Satteldach. | 08985881 |
| Direkt Bild zu diesem Denkmal hochladen | Wohnhaus, ehemalige Schmiede                                                                               | Hauptstraße 45 (Karte)   | vor 1800                   | alte Dorfschmiede von Culitzsch in zentraler Ortslage, Fachwerkbau, Geschichts- und Volksbildungswert. zweigeschossig, Fachwerk im Obergeschoss offen liegend, im Obergeschoss Kunststofffenster, Satteldach mit Ziegeldeckung, Erdgeschoss massiv, Fenster mit Korbbögen, alte Fenster, Fachwerk mit Lehmausfachung, Ecklage Dorfstraße, gegenüber Einmündung Rottmannsdorfer Straße, Rottmannsdorfer Straße führt darauf zu. | 08985882 |
| Direkt Bild zu diesem Denkmal hochladen | Wohnstallhaus eines Bauernhofes                                                                            | Hauptstraße 46 (Karte)   | um 1720                    | pittoresker Fachwerkbau mit K-Streben, wissenschaftlich-dokumentarischer Wert, Zeugnis ländlicher Wohnkultur. zweigeschossig, Obergeschoss Sichtfachwerk, im Obergeschoss 5 Achsen, K-Streben, kleiner Keller, rechts Stallteil, Satteldach, vermutl. vor 1800, ortsseitiger Giebel verbrettert. | 08985879 |
| Direkt Bild zu diesem Denkmal hochladen | Mietshaus in offener Bebauung                                                                              | Hauptstraße 51 (Karte)   | um 1900                    | gründerzeitliches Dokument der Verstädterung des Dorfes, städtebaulich von Bedeutung, Akzent im Straßenverlauf gegenüber Einmündung Berggasse. zweigeschossig, vier Achsen, Bruchsteinsockel, Klinkermauerwerk mit Putz- und Kunststeingliederung, Mittelrisalit zwei Achsen mit Zwerchgiebel, ausgebautes Dachgeschoss, original: Haustür mit Klinke. | 08985883 |
| Direkt Bild zu diesem Denkmal hochladen | Wohnhaus, Seitengebäude (mit Oberlaube), Stallgebäude und Scheune eines Vierseithofes sowie Hofpflasterung | Kirchgasse 1 (Karte)     | 19. Jh.                    | geschlossen erhaltene Hofanlage in Fachwerkbauweise, eindrucksvolles ortsbildcharakterisierendes Bauerngehöft in Nähe der Kirche und der Schule, der Laubengang mit Seltenheitswert. Wohnhaus: zweigeschossig, Sichtfachwerk im Obergeschoss, Erdgeschoss etwas verändert, Durchfahrtscheune mit Sichtfachwerk, Dach neu gedeckt, Kellereingang von der Hofseite, Stall mit Sichtfachwerk im Obergeschoss, Nebengebäude mit Fachwerk mit Lehmfachung im Obergeschoss und Laubengang, Wellblechdach, alte Fenster, Hofpflasterung.                                          | 08985876 |

## Silberstraße
| Bild                                    | Bezeichnung                                                                   | Lage                                | Datierung         | Beschreibung | ID       |
| --------------------------------------- | ----------------------------------------------------------------------------- | ----------------------------------- | ----------------- | --- | -------- |
|                                         | Villa mit Park (Gartendenkmal) und Einfriedung                                | Energieweg 1 (Karte)                | nach 1920         | von bau- und stadtgeschichtlicher Bedeutung. Repräsentativer Putzbau mit vorgesetztem Mittelturm, originaler Eingangstür und Fenstervergitterungen, ehemalige Hubele-Villa der Besitzer der ehemals benachbarten Emaille-Fabrik, zeittypische Verzierungen, farbig abgesetzte Fenstergewände und Lisenen, Hofpflaster, hinterer Anbau aus 1950er-Jahren des 20. Jahrhunderts, bedeutende originale Ausstattung mit Bleiglasfenstern, Deckengemälden, Vitrinen, Türen und Holzvertäfelungen. | 09268992 |
| Direkt Bild zu diesem Denkmal hochladen | Fußgängerbrücke                                                               | Heuweg (Karte)                      | Ende 19. Jh.      | orts- und baugeschichtlich von Bedeutung, einbogige Natursteinbrücke über die Eisenbahnstrecke. im Plan: Brücke Nummer 2, Nähe Schneeberger Straße. | 09268991 |
| Direkt Bild zu diesem Denkmal hochladen | Mühle                                                                         | Mühlgraben 1 (Karte)                | Ende 19. Jh.      | großer Putzbau mit Klinkerverzierungen, an der Mulde gelegen, technisches Denkmal, von wirtschaftsgeschichtlicher Bedeutung. außer Betrieb, unsaniert. | 09268993 |
| Direkt Bild zu diesem Denkmal hochladen | Fußgängerbrücke                                                               | Muldenweg (Karte)                   | 19. Jh.           | Brücke mit drei Bogen aus Naturstein, über Muldenzufluss, ortsbildprägend und technikgeschichtlich von Bedeutung. im Plan: Brücke Nummer 3. | 09268990 |
| Direkt Bild zu diesem Denkmal hochladen | Straßenbrücke                                                                 | Schneeberger Straße (Karte)         | Ende 19. Jh.      | einbogig, aus Natursteinen, von verkehrsgeschichtlicher Bedeutung. im Plan: Brücke 1. | 09266900 |
| Direkt Bild zu diesem Denkmal hochladen | Scheune eines Bauernhofes                                                     | Schneeberger Straße 14 (Karte)      | 19. Jh.           | Fachwerkscheune, oberer Teil verbrettert, unterer Teil mit Sichtfachwerk, von bau- und wirtschaftsgeschichtlicher Bedeutung. | 09268995 |
| Direkt Bild zu diesem Denkmal hochladen | Wohnhaus                                                                      | Schneeberger Straße 38 (Karte)      | 19. Jh.           | im oberen Teil mit Fachwerk, originale Haustür und Fensterläden, baugeschichtlich von Bedeutung. veränderte Fenstergrößen, 1936 umgebaut. | 09268989 |
| Direkt Bild zu diesem Denkmal hochladen | Wohnhaus                                                                      | Schneeberger Straße 80; 80a (Karte) | um 1800           | aus zwei Teilen bestehend, der ältere Teil im Obergeschoss verschiefert, mit Krüppelwalmdach und Dachreiter, der jüngere Teil mit geschwungenen Giebeln, Erkern und Steinsockel, von ortsgeschichtlicher und stadtbildprägender Bedeutung. originale Haustüren, wohl ehemals Rittergut. | 09266898 |
| Direkt Bild zu diesem Denkmal hochladen | Wohnhaus mit Anbau und zwei Nebengebäuden                                     | Schneeberger Straße 125a (Karte)    | bez. 1794         | ortsbildprägendes Wohngebäude, im Obergeschoss mit Fachwerk, schiefergedecktes Walmdach, als ehemaliger Gasthof Robert-Schumann-Gedächtnishaus, von baugeschichtlicher, stadtbildprägender und städtebaulicher Bedeutung. Obergeschoss zur Straßenseite verschiefert, Holztür mit Datierung im Schlussstein, teilsaniert, ein Pfeiler der ehemaligen Hofeinfahrt erhalten. | 09266903 |
| Direkt Bild zu diesem Denkmal hochladen | Verwaltungsgebäude mit Pförtnerhaus sowie Fabrikgebäude der Kammgarnspinnerei | Schneeberger Straße 135 (Karte)     | 1926              | Verwaltungsgebäude ein Zentralbau mit sechseckiger Kuppel und halbrundem Vorbau, Fabrikhallen mit Sheddächern und Verzierungen in Putz und Ziegel, von stadt- und wirtschaftsgeschichtlicher Bedeutung. teilsaniert | 09266902 |
| Direkt Bild zu diesem Denkmal hochladen | Wohnstallhaus eines Bauernhofes                                               | Schneeberger Straße 165 (Karte)     | 1. Hälfte 19. Jh. | Obergeschoss in Fachwerk, Dach mit schiefergedeckten Gaupen, von baugeschichtlicher Bedeutung. am Haus ein Pfeiler der ehemaligen Hofeinfahrt. | 09266897 |